# Hans Thybo
Hans Thybo (født 19. februar 1954 i Aarhus, Danmark) er en dansk geolog, tidligere ansat som professor i geologisk anvendt geofysik ved Københavns Universitet. Han er professor ved Eurasia Institute of Earth Sciences ved Istanbul Tekniske Universitet og ved Center for Earth Evolution and Dynamics ved Universitetet i Oslo, samt æresprofessor ved China University of Geosciences, Wuhan.

## Karriere
Thybo var ansat på Geologisk Institut på Københavns Universitet (KU) siden 1986, først som adjunkt, senere lektor og siden 2001 som professor. Frem til fusionen i 2007 var han ansat som institutleder ved Geologisk Institut og var bestyrelsesmedlem i Geocenter København. Efter to institutfusioner var han fra 2013 professor ved Institut for Geovidenskab og Naturforvaltning, indtil han i 2016 blev afskediget fra sit professorat på basis af uverificerbare påstande fra institutledere. Afskedigelsen blev senere kendt overenskomststridig af en faglig voldgift, der tilkendte Thybo en erstatning, men den faglige voldgift kunne ikke pålægge Københavns Universitet at genansætte ham.
Thybo har tidligere bestridt stillinger ved Technische Hogeschool Delft og som gæsteprofessor ved Stanford University. Han har ledet en lang række geovidenskabelige forskningsprogrammer og har været leder af feltekspeditioner til bl.a. indlandsisen i Grønland, Østafrika og Sibirien. Han tog initiativ til oprettelsen af en række fælleseuropæiske forskningsprogrammer og øst-vest samarbejde i kølvandet på den kolde krig. Thybo har bestridt en lang række tillidsposter indenfor sit felt og modtaget en række videnskabelige hædersbevisninger i ind- og udland.

## Forskning
Thybos forskning har ledt til en række geovidenskabelige opdagelser, f.eks. deltog Thybo i opdagelsen af 2 milliarder år gamle pladetektoniske strukturer, den fundamentale midt-litosfæriske diskontinuitet, eksistensen af smeltede bjergarter ved kerne-kappe-grænsen i ca. 3000 km dybde, en ny model for dannelsen af de økonomisk vigtige, hydrokarbonbærende sedimentære bassiner, eksistensen af en hidtil ukendt type af jordskorpe i Tibet, og nye bidrag til, hvorledes magma spiller en pladetektonisk rolle.

## Hæder
- 1998: Indvalgt som medlem af Det Kongelige danske Videnskabernes Selskab
- 2004: Fellow ved Royal Astronomical Society, London
- 2004: Indvalgt som medlem af Academia Europaea (det europæiske videnskabsakademi)
- 2010: Indvalgt som medlem af Det Norske Videnskapsakademi
- 2012: Indvalgt som medlem af Danmarks Naturvidenskabelige Akademi
- 2014: Fellow ved Geological Society of America (en)
- 2016: Æresredaktør for tidskriftet Tectonophysics (en)
- 2018: Tusind Talenters Plan (en), China
- 2020: Editor-in-Chief for EPSL (Earth and Planetary Science Letters)
- 2021: Distinguished Professor ved SinoProbe Laboratory, Chinese Academy of Geological Sciences
- 2024: Den Kinesiske Regerings Venskabspris (en)

## Udvalgte tillidsposter
Thybo har bestridt en række forskellige tillidsposter
- 2002-2007:      Præsident for seismology divisionen i European Geosciences Union (en) (EGU)
- 2004-2008:      Eksternt medlem af Det Naturvidenskabelige Fakultetsråd ved Universitetet i Oslo
- 2006-2017:      Dansk repræsentant i International Council of Scientific Unions (en)
- 2007-2012:      Generalsekretær for European Geosciences Union (en) (EGU)
- 2010-2016:      Bestyrelsesmedlem i European Plate Observatory System (EPOS)
- 2010-:              Bestyrelsesmedlem i International Lithosphere programme (ILP)
- 2011-2017:      Vicepræsident for Det Kongelige danske Videnskabernes Selskab
- 2013-2017:      Overseas Expert for Chinese Academy of Sciences (CAS)
- 2013-:             Medlem af komiteen for Albert Einstein Award from World Cultural Council (post Nobel Laureate)
- 2014-:             Bestyrelsesmedlem i Danmarks Naturvidenskabelige Akademi
- 2014-2016:     Præsident for European Geosciences Union (en), Vicepresident 2013 & 2017
- 2017-:             Præsident for International Lithosphere Program (ILP), President-elect 2015-17
- 2017-:             Chair, Inge Lehmann Foundation
- 2018-21:        Formand for 5 paneler under det portugisiske forskaningsråd FCT
- 2019-:             Videnskabelige rådgivningskomite for programmet Deep-time Digital Earth of IUGS, fra 2023 formand.
- 2019-:            Medlem af Committee for Freedom and Responsibility in Science for International Science Council (en).
- 2021-:            Redaktør af Earth and Planetary Science Letters (EPSL) (en).

Medlem af en række udenlandske forskningsråd og rådgivningskomiteer i bl.a. USA (NSF), Sverige (VR), International Continental Drilling Program, Holland, Kroatien, Frankrig, Spanien, Canada, og Kina.